# The Final Countdown
"The Final Countdown" er en sang af det svenske rockband Europe, udgivet i 1986. Sangen er skrevet af forsanger Joey Tempest, den var baseret på et keyboard-riff, han lavede i begyndelsen af 1980'erne, med tekster inspireret af David Bowies "Space Oddity".
Sangen var oprindeligt lavet til kun at være en koncertåbner, det er den første single og titelnummer fra bandets tredje studiealbum. Musikvideoen af Nick Morris, lavet for at promovere singlen, er blevet ikonisk med 1 milliard visninger på YouTube. Videoen indeholder optagelser fra bandets to koncerter i Solnahallen i Solna, samt ekstra optagelser af lydtjekket og optagelser fra Stockholm.